# Халах
Халах (цез. ХIалахъ) — село в Цунтинском районе Республики Дагестан. Входит в состав Шапихского сельсовета.

## География
Село находится на берегу реки Метлюта (бассейн реки Андийское Койсу), на расстоянии 20 км к северо-западу от села Цунта, административного центра района.

## Население
| 1888 | 1895 | 1926 | 1939 | 1970 | 1989 | 2002 |
| ---- | ---- | ---- | ---- | ---- | ---- | ---- |
| 52   | ↗59  | ↘17  | ↗80  | ↘74  | ↘63  | ↘45  |
| 2010 | 2021 |      |      |      |      |      |
| ↘31  | ↗32  |      |      |      |      |      |